# Geometra ovalis
Geometra ovalis là một loài bướm đêm trong họ Geometridae.